# James Jones (giocatore di football americano)
James Deandre Jones (San Jose, 31 marzo 1984) è un giocatore di football americano statunitense che milita nel ruolo di wide receiver per i San Diego Chargers della National Football League (NFL). Fu scelto nel corso del terzo giro (78º assoluto) del draft NFL 2007 dai Green Bay Packers. Al college giocò a football alla San José State University.

## Carriera professionistica

### Green Bay Packers

#### 2007
Jones fu scelto nel corso del terzo giro del Draft 2007 dai Green Bay Packers. Nella prima gara della stagione egli partì come titolare coi Packers ricevendo 4 passaggi per 29 yard nella vittoria 16–13 sui Philadelphia Eagles.
James segnò il suo primo touchdown da professionista nella gara della settimana 4 contro i Minnesota Vikings al Metrodome. Con Green Bay in vantaggio 16–9, Brett Favre completò un passaggio per Jones sulla linea destra di bordocampo che si trasformò in un touchdown da 33 yard, portando i Packers in vantaggio 23–9. La squadra alla fine vinse 23–16.
Jones fu premiato come miglior rookie della settimana per la gara disputata il 29 ottobre 2007. Jones mise a segno 3 ricezioni per 107 yard, compreso un touchdown da 79 yard nel corso del primo quarto, nella vittoria dei Packers 19–13 sui Denver Broncos. Jones terminò la sua prima annata con 47 ricezioni per 676 yard e due touchdown su ricezione.

#### 2008-2009
Nella stagione 2009-2010, Jones fu il terzo ricevitore nella gradutatoria della squadra dietro Donald Driver e Greg Jennings. In quell'annata, Jones stabilì il proprio primato stagionale di touchdown segnati con cinque. Inoltre ricevette 440 ryard, all'epoca il secondo massimo in carriera. Egli ricevette un touchdown anche nel primo turno dei playoff, nella gara di Green Bay in trasferta contro gli Arizona Cardinals, ma i Packers persero 51-45 ai tempi supplementari.

#### 2010
Nella stagione regolare 2010-2011, il giocatore ricevette 679 yard accompagnati da 5 touchdown. Altri 2 touchdown li segnò nel corso dei playoff di quell'anno, uno nel turno delle Wild Card contro gli Eagles e uno nel Divisional round contro gli Atlanta Falcons. Nel Super Bowl XLV contro i Pittsburgh Steelers, Jones ricevette 5 passaggi per 50 yard da Aaron Rodgers nel trionfo di Green Bay 31-25.

#### 2011
Jones divenne un free agent nel 2011. Nel corso dell'estate, si speculò grandemente sul fatto che Jones avrebbe potuto cercare un salario superiore presso un'altra franchigia. Alla fine però, il giocatore il 31 luglio firmò un nuovo contratto triennale coi Packers. Nella stagione 2011, Jones stabilì il proprio primato di touchdown segnati con 7. I Packers chiusero col miglior record della lega ma nei playoff furono eliminati anzitempo dai New York Giants.

#### 2012

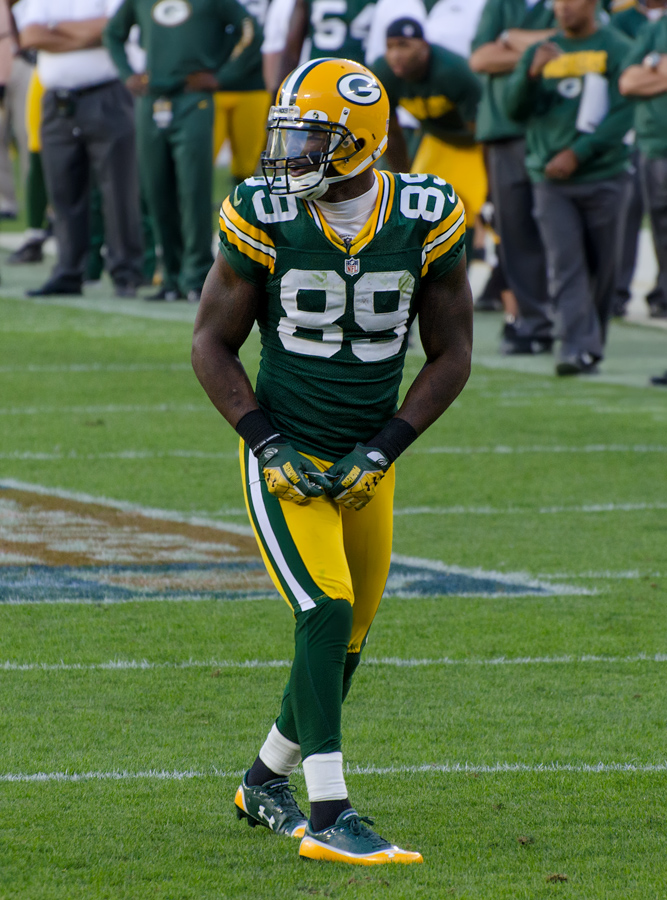
Jones nel 2012.

Nella prima gara della stagione 2012, Jones fu il miglior ricevitore dei Packers guadagnando 81 yard su passaggio e segnando un touchdown nella sconfitta casalinga dei Packers 30-22 contro i San Francisco 49ers. Nella settimana 5 i Packers sprecarono un vantaggio di 21-3 alla fine del primo tempo perdendo contro gli Indianapolis Colts per 30-27. Jones tuttavia giocò bene segnando due touchdown su ricezione. Nella settimana 6 per la seconda gara consecutiva James segnò 2 touchdown, coi Packers che sconfissero nettamente gli imbattuti Houston Texans.
Nella vittoria della settimana 8 sui Jacksonville Jaguars Jones guidò la squadra ricevendo 7 passaggi per 78 yard. Nella agevole vittoria della settimana 9 sui Cardinals James ricevette 61 yard e segnò un touchdown. Il nono touchdown stagionale Jones lo segnò nella settimana 13 contro i Vikings.
Con la vittoria sui Bears nella settimana 15, Green Bay si assicurò il secondo titolo della NFC North consecutivo. Jones contribuì stabilendo il proprio primato in carriera segnando ben tre touchdown su ricezione. Nella nettissima vittoria contro i Tennessee Titans (55-7) della domenica successiva, Jones segnò un altro touchdown con 100 yard ricevute.
Malgrado un altro TD di Jones nell'ultimo turno di campionato, i Packers furono sconfitti dai Minnesota Vikings, concludendo col terzo record della NFC e venendo costretti a giocare il turno delle wild card. La sua stagione regolare si concluse con 784 yard ricevute e ben 14 touchdown su ricezione che lo resero il leader della lega.
La stagione di Green Bay si chiuse per il secondo anno consecutivo nel divisional round dei playoff venendo sconfitti dai San Francisco 49ers, gara in cui Jones segnò un touchdown.

#### Stagione 2013
Nella vittoria della settimana 2 sui Redskins, Jones stabilì un nuovo primato in carriera con 11 ricezioni per 178 yard. La settimana successiva segnò il primo touchdown stagionale contro i Cincinnati Bengals. Nella settimana 5 contro i Lions, Jones contribuì alla vittoria ricevendo 127 yard e segnando un touchdown. Tornò a segnare nella settimana 15 in trasferta contro i Dallas Cowboys coi Packers che passarono da uno svantaggio di 26-3 alla fine del primo tempo alla vittoria in rimonta per 37-36. Fu la prima vittoria di Green a Dallas dalla stagione 1989.

### Oakland Raiders

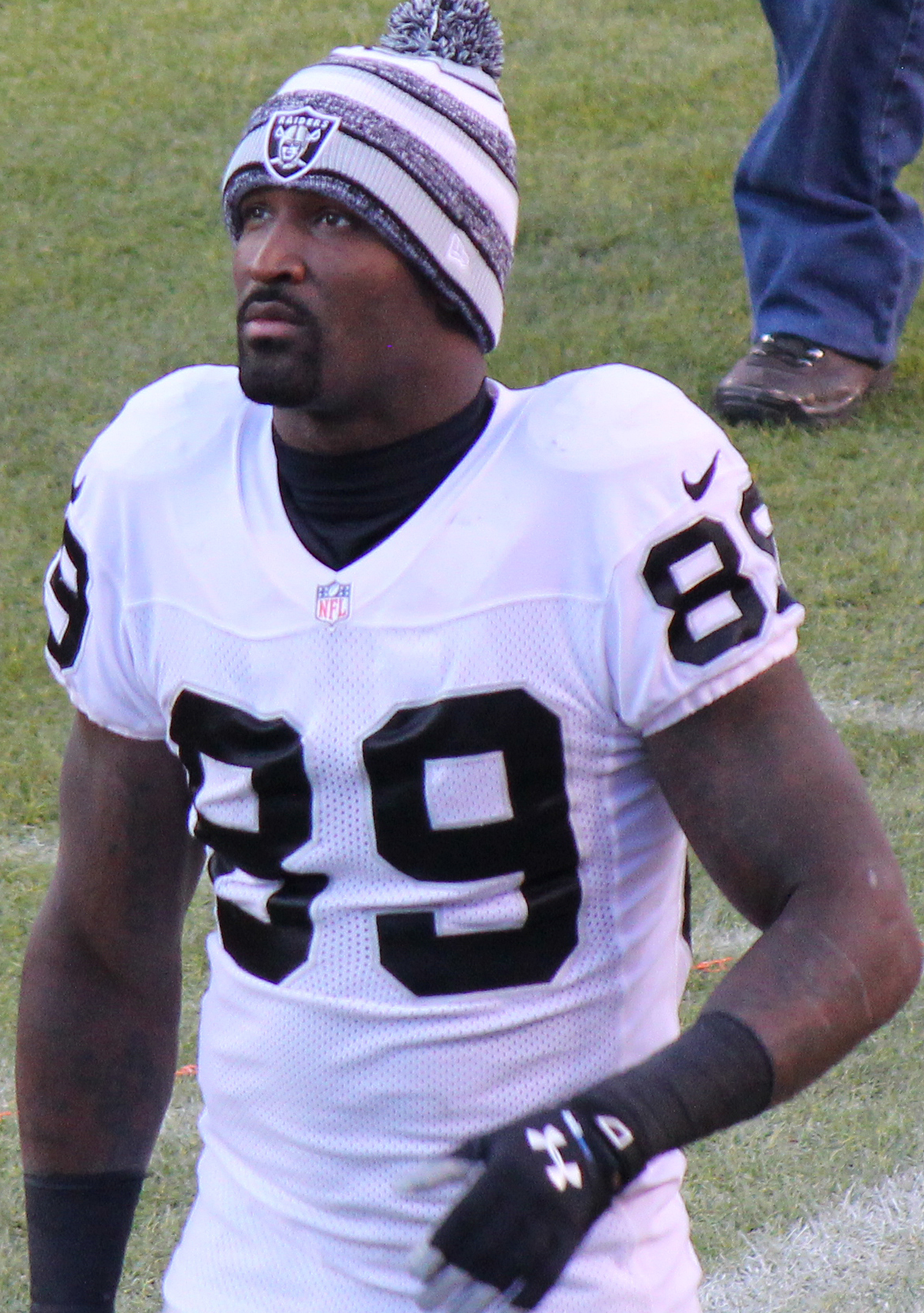
Jones con la maglia dei Raiders.

Il 17 marzo 2014 firmò un contratto triennale per un totale di 10 milioni di dollari (3,65 milioni garantiti), più 1,4 milioni tramite incentivi con gli Oakland Raiders. Nella prima partita con la nuova maglia andò subito a segno su passaggio del quarterback rookie Derek Carr ma la sua squadra fu sconfitta dai Jets. La settimana seguente ricevette 112 yard e un altro touchdown ma i Raiders uscirono ancora sconfitti coi Texans. La prima vittoria stagionale di Oakland giunse solo nella settimana 12 contro i Kansas City Chiefs in cui Jones fu decisivo ricevendo il touchdown del definitivo sorpasso a un minuto e 49 secondi dal termine da Carr. La sua annata si chiuse guidando i Raiders con 6 TD su ricezione e al secondo posto con 666 yard ricevute.

### New York Giants
Il 30 luglio 2015, Jones firmò un contratto di un anno coi New York Giants. Fu svincolato il 5 settembre 2015.

### Ritorno ai Packers
Il 6 settembre 2015, Jones firmò un contratto annuale per fare ritorno ai Packers, andando subito a segno due volte nel debutto stagionale contro i Bears. La sua annata si chiuse guidando Green Bay sia in yard ricevute (890) che in TD su ricezione (8, assieme a Richard Rodgers).

### San Diego Chargers
Il 2 agosto 2016, Jones firmò un contratto di un anno con i San Diego Chargers.

## Palmarès

### Franchigia
- Super Bowl : 1

Green Bay Packers: Super Bowl XLV
- National Football Conference Championship: 1

Green Bay Packers: 2010

### Individuale
- Rookie della settimana: 1

settimana 8 del 2007
- Leader della NFL in touchdown su ricezione: 1

2012

## Statistiche
Stagione regolare
| Anno   | Squadra           | P   | Ric | Yard  | Media | TD |
| ------ | ----------------- | --- | --- | ----- | ----- | -- |
| 2007   | Green Bay Packers | 16  | 47  | 676   | 14,4  | 2  |
| 2008   | Green Bay Packers | 10  | 20  | 274   | 13,7  | 1  |
| 2009   | Green Bay Packers | 16  | 32  | 440   | 13,8  | 5  |
| 2010   | Green Bay Packers | 16  | 50  | 679   | 13,6  | 5  |
| 2011   | Green Bay Packers | 16  | 38  | 635   | 16,7  | 7  |
| 2012   | Green Bay Packers | 16  | 64  | 784   | 12,3  | 14 |
| 2013   | Green Bay Packers | 14  | 59  | 817   | 13,8  | 3  |
| 2014   | Oakland Raiders   | 16  | 73  | 666   | 9,1   | 6  |
| 2015   | Green Bay Packers | 16  | 50  | 890   | 17,8  | 8  |
| Totale | Totale            | 136 | 433 | 5,861 | 13,5  | 51 |

Playoff
| Anno   | Squadra           | P  | Ric | Yard | Media | TD |
| ------ | ----------------- | -- | --- | ---- | ----- | -- |
| 2007   | Green Bay Packers | 2  | 3   | 42   | 14    | 0  |
| 2009   | Green Bay Packers | 1  | 3   | 50   | 16,7  | 1  |
| 2010   | Green Bay Packers | 4  | 11  | 144  | 13,1  | 2  |
| 2011   | Green Bay Packers | 1  | 1   | 16   | 16,0  | 0  |
| 2012   | Green Bay Packers | 2  | 8   | 138  | 17,3  | 1  |
| 2013   | Green Bay Packers | 1  | 2   | 20   | 10,0  | 0  |
| Totale |                   | 11 | 28  | 410  | 14,6  | 4  |